# Costarina mixtepec
Espèce
Costarina mixtepec est une espèce d'araignées aranéomorphes de la famille des Oonopidae.

## Distribution
Cette espèce est endémique d'Oaxaca au Mexique,. Elle se rencontre à San Gabriel Mixtepec et à Suchixtepec.

## Description
Le mâle holotype mesure 2,05 mm et la femelle 2,35 mm.

## Étymologie
Cette espèce est nommée en référence au lieu de sa découverte, San Gabriel Mixtepec.

## Publication originale
- Platnick & Dupérré, 2012 : The goblin spider genus Costarina (Araneae, Oonopidae), Part 1. American Museum Novitates, no 3730, p. 1-64 (texte intégral).